# Pere Escuder
Pere Escuder fou un noble català del segle xv.
En 1451 Skanderbeg va fer aliança amb Alfons el Magnànim, reconeixent seva la sobirania, Bernat Vaquer ocupà el castell de Croia, i el Magnànim nomenà Ramon d'Ortafà virrei d'Albània el 1452, qui al seu torn va nomenar castlà de Croia Pere Escuder en lloc de Skanderbeg.